# Шведский орден масонов
Шведский орден масонов (ШОМ) (швед. Svenska Frimurare Orden) — шведский масонский орден был основан в 1735 году. Он является самой старой масонской организацией действующей в Швеции, и использует только Шведский устав. Шведский орден масонов признан Объединенной великой ложей Англии в качестве регулярной масонской организации. Общая численность ордена — 16 500 масонов.

## Организационная структура
Орден разделён на несколько сгруппированных по градусам организаций.
В него входят:
- 43 иоанновские ложи (Iº — IIIº);
- 23 ложи Св. Андрея (IVº — VIº);
- 7 капитулов (VIIº — Хº).

Также в орден входят исследовательская ложа и ложа стюардов. Кроме того есть 63 признанных «братских общества», задача которых обеспечить масонское общение в сельских общинах, где количество масонов настолько мало, что не может обеспечить полноценную работу масонских лож.
1300 масонов Шведского ордена масонов живут в Финляндии. Они сгруппированы: в 7 иоанновских лож, в 2 ложи Св. Андрея, и в 1 верховный капитул. В то время как Финляндия имеет также встроенную великую ложу, которая работает по Американскому уставу. Географический раздел юрисдикций в Финляндии согласовывался в течение десятилетий, и две великие ложи находятся в хороших братских взаимоотношениях.

## Членство
Во всех конституциях шведского устава все члены ордена должны быть мужчинами и исповедовать христианство. Посетители лож ордена, принадлежащие к любой другой религии из признанных иностранных юрисдикций (в том числе из Шведского округа Великой ложи Финляндии) могут присутствовать на работах лож, но посетители, посещающие верховный капитул (начиная с VIIº) должны быть признаны как христиане, или должно быть подтверждение, что они христиане.
У Шведского ордена масонов существует тесная взаимосвязь с Лютеранской церковью Швеции, которая является основной национальной церковью Швеции. Священники и епископы Церкви Швеции играют особую роль в рамках шведского устава, в частности, начиная с VIIº и выше.

## Галерея
- Карл XIII, король шведский и норвежский
- Король Карл XV
- Баатский замок - Храм ордена